# Сич макіранський
Сич макіранський (Athene roseoaxillaris) — вид птахів родини совових (Strigidae). Ендемік Соломонових островів.

## Таксономія
Спочатку сич макіранський описаний під протонімом Spiloglaux roseoaxillaris Ернстом Гартертом у 1929 році. Пізніше його вважали підвидом сови-голконога меланезійської (Athene jacquinoti). 10 липня 2021 року, під час оновлення еталонної класифікації 11.2, Міжнародний орнітологічний конгрес визнав його окремим видом.

## Поширення
Вид зустрічається на острові Макіра та, можливо, також на Угі та Оварікі. Він відомий лише з кількох спостережень і вважається рідкісним. Населяє низинні ліси до 600 м, іноді ночує в заростях. Очевидно, відсутній у деградованих, вибірково вирубаних і очищених територіях.

## Опис
Сич макіранський досягає розміру 21 см. В одному виміряному екземплярі довжина крила становить 157 мм, а хвоста — 87 мм. Брови нечіткі жовтувато-бурі, горло білувате і верхня частина корично-рудувато-бура з дрібними світлими цятками на маківці та на крилах. На шиї можна побачити кілька жовтувато-охристо-коричневих круглих плям. Нижня сторона помаранчева з блідими світлими смугами. Пахвові пера світло-рожеві. Райдужна оболонка чорнувата або чорно-бура. Дзьоб рогового кольору. Оперення молодих птахів не описано.